# Gregorio López (jurista)
Gregorio López (Guadalupe, 1496-1560) humanista, jurista y abogado, fue alcalde mayor de la Puebla de Guadalupe (1515-1519 y 1521-1524),  gobernador de los estados del Duque de Béjar y abogado ante la Real Chancillería de Granada (1528-1535), oidor (juez) de la Real Chancilleria de Valladolid (1535-1541), fiscal del Consejo de Castilla (1541-1543), miembro del Consejo de Indias (1543-1556). Es esencial no confundirlo con Gregorio López de Tovar, quien fue su nieto.
Nace en Guadalupe (Cáceres). Fue escolar en Salamanca, donde alcanzó el grado de licenciado, alcalde de su pueblo en 1515 y alcalde mayor desde 1520 (aunque se resistió por considerar que un alcalde de fuera sería mejor para hacer justicia sin pasión de parientes y amigos) hasta 1525, en que pasó al gobierno de los estados del duque de Béjar; sucesivamente abogado en Granada, oidor en Valladolid, fiscal del Consejo de Castilla hasta 1543 y consejero del de Indias entre 1543-56, del que llegó a ser decano, esto es, vicepresidente. En el Consejo de Indias destacó como visitador de la Casa de Contratación de Sevilla, en la elaboración de las ordenanzas de la misma y en la fundación (1542-1543) de la Real Audiencia de Lima.
La obra de su vida fue la edición y comentario de las Siete Partidas (Salamanca, 1555), que sustituyó con ventaja a la obra del mismo género debida a Montalvo. Sobre la restitución del texto, el juicio de Martínez Marina es favorable; no así el de García Gallo. Fue reconocido como texto oficial por Real Cédula de 7 de septiembre de 1555; un ejemplar en pergamino quedó depositado en el archivo de Simancas. El texto con la glosa fue reeditado 14 veces, hasta 1885. Un nieto del autor, Gregorio López de Tovar, añadió copiosos índices.

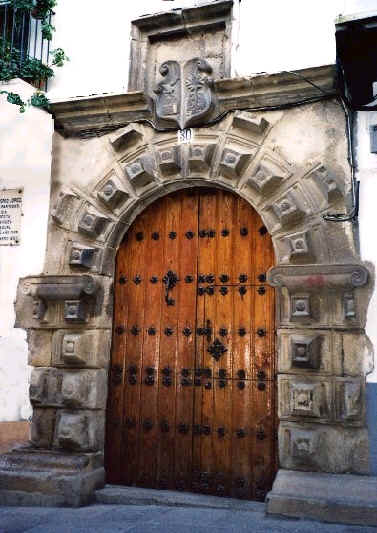
Portada renacentista de la casa de Gregorio López en Guadalupe.

Mereció el nombre de Accursio español, que le dio el erudito Nicolás Antonio. Mediante un impresionante aparato de citas aproxima al texto las fuentes civiles y canónicas, escriturarias, filosóficas y literarias; con el Liber Sextus de las Decretales (1298) y de las Clementinas (1314), la doctrina de los comentaristas: Juan de Andrés (1270-1348), Bártolo (1313-57), Baldo (1327-1400), Angelo de Ubaldis (1328-1407), Bartolomé de Saliceto (m. 1412), Juan de Imola (m. 1436), Felipe Decio (1454-1535). Es significativa la utilización de Erasmo. Además, la glosa comprende sustanciosas monografías sobre múltiples cuestiones del Derecho: el tratamiento de los justos títulos de la dominación española en Indias le acredita como adversario de Francisco de Vitoria. La relación entre el imperio y el reino; los mayorazgos, el régimen económico del matrimonio y otros muchos lo revelan como un tratadista completo que une a la doctrina la práctica de los tribunales.
Contrajo matrimonio en 1512 con Maria Pizarro, posiblemente prima hermana del conquistador extremeño Francisco Pizarro, de la que le sobrevivieron cuatro hijos. En 1556 se retiró a su lugar natal, Guadalupe, donde murió el 1 de abril en 1560, siendo sepultado en el Monasterio de Santa María, donde aún puede verse, en la capilla de Santa Ana, la lápida con su sencillo epitafio "Aquí yace el cuerpo del licenciado Gregorio López, natural de este lugar. Rueguen a Dios por él." En esta misma localidad se conserva la fachada de su palacio, de estilo renacentista italiano.

## El Aula Magna "Gregorio López" de la Facultad de Derecho de Cáceres
Desde 1983, el Aula Magna de la Facultad de Derecho de la Universidad de Extremadura, se denomina Aula Magna "Gregorio López" en homenaje a este jurista nacido y fallecido en la actual región extremeña, imponiéndosele tal nombre en un acto solemne presidido por el Rector de la Universidad y protagonizado por otro ilustre jurista extremeño, D. Antonio Hernández-Gil.